# 施洋烈士墓
施洋烈士墓，位于武汉市武昌区洪山南麓，毗邻宝通禅寺、北伐将士纪念碑、耿丹烈士墓等众多景点。为五四运动时著名进步人士施洋的纪念陵园。1956年被列为武汉市文物保护单位。
在二七大罢工后，施洋于1923年2月7日被捕，在法庭上与敌人进行了针锋相对的斗争，15日在武昌英勇就义。其墓原在洪山西麓，1953年迁至洪山南麓。
陵园面积为 平方米，陵园主体由牌坊、塑像、浮雕、纪念碑和墓冢构成，另有一座2012年落成的施洋烈士纪念馆供游人参观。整座墓园松柏环绕、庄严肃穆，每到清明时节前来祭拜者摩肩接踵、呈现一片肃穆的气氛。现在，施洋烈士墓已成为武汉中、小学生进行爱国主义教育中老年人凭吊历史的绝好去处。